# 25 de maio
25 de maio é o 145.º dia do ano no calendário gregoriano (146.º em anos bissextos). Faltam 220 dias para acabar o ano.

## Eventos históricos

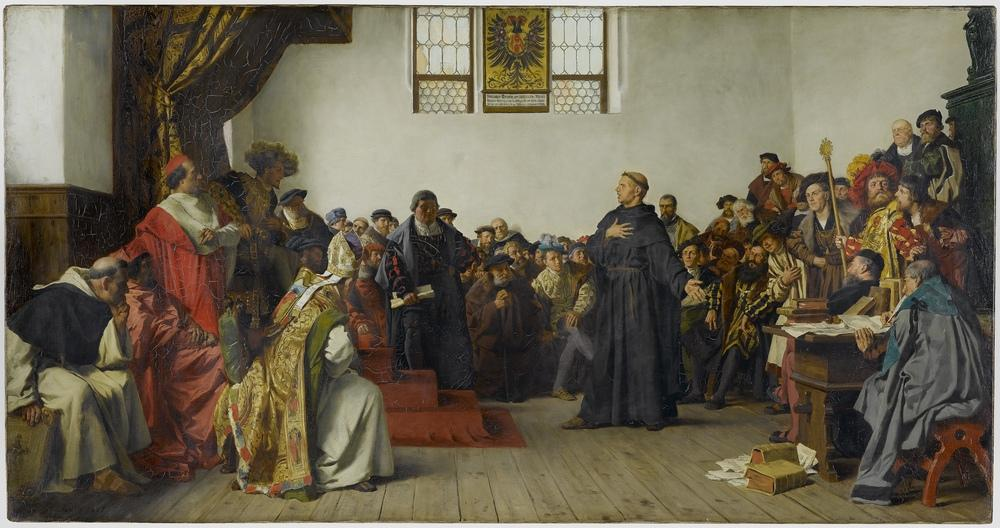
1521: Término da Dieta de Worms

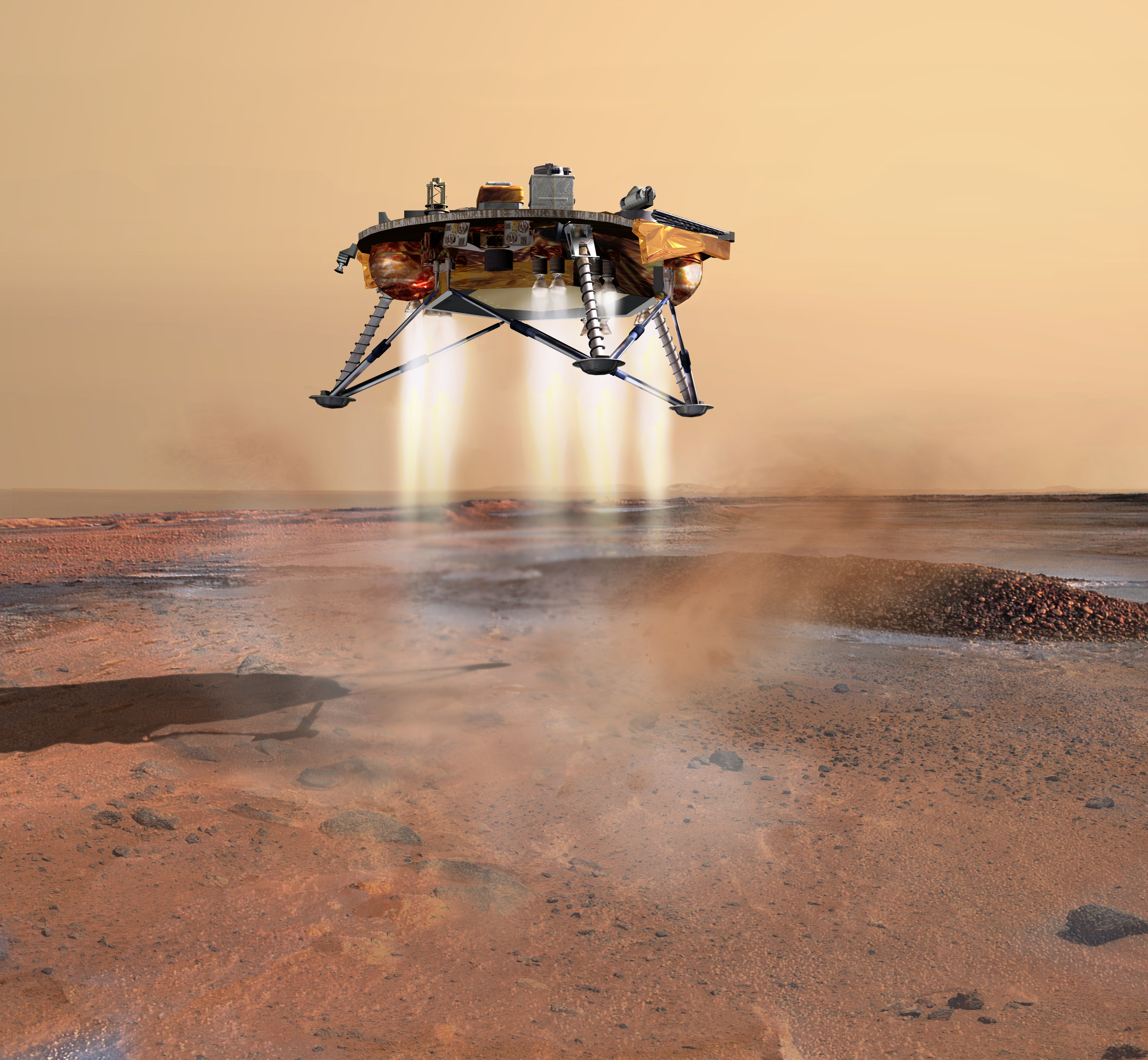
2008: Phoenix pousando em Marte (ilustração da NASA)

- 567 a.C. — Sérvio Túlio, rei de Roma, comemora o triunfo pela sua vitória sobre os etruscos.
- 240 a.C. — Primeiro registro do periélio do Cometa Halley.
- 1085 — Afonso VI de Leão e Castela retoma dos mouros a cidade de Toledo, na Espanha.
- 1420 — Infante D. Henrique é designado governador da Ordem de Cristo.
- 1521 — Dieta de Worms termina quando Carlos V, Sacro Imperador Romano, emite o Édito de Worms, declarando Martinho Lutero um fora da lei.
- 1644 — Batalha da passagem de Shanhai: O general chinês Wu Sangui forma uma aliança com os invasores manchus e abre os portões da Grande Muralha da China na Passagem de Shanhai deixando os manchus passarem em direção à capital Pequim.
- 1659 — Richard Cromwell renuncia ao cargo de Lorde Protetor da Inglaterra após a restauração do Parlamento Longo, iniciando um segundo e breve período do governo republicano chamado Comunidade da Inglaterra.
- 1660 — Carlos II da Inglaterra desembarca em Dover a convite do Parlamento da Convenção, que marca o fim da proclamada Comunidade da Inglaterra, Escócia e Irlanda por Cromwell e inicia a Restauração da monarquia britânica.
- 1787 — Convenção Constitucional dos Estados Unidos se reúne formalmente na Filadélfia, quando um quórum de sete estados é garantido.
- 1809 — Revolução de Chuquisaca: revolta patriota em Chuquisaca (atual Sucre) contra o Império Espanhol, desencadeando guerras de independência na América espanhola.
- 1810 — Revolução de Maio: cidadãos de Buenos Aires expulsam o vice-rei Baltasar Hidalgo de Cisneros durante a Semana de maio, iniciando a Guerra da Independência da Argentina.
- 1811 — Combate de Usagre, no âmbito da Guerra Peninsular.
- 1819 — É promulgada a Constituição Argentina de 1819.
- 1833 — Promulgada a Constituição Política da República do Chile de 1833.
- 1837 — Rebeldes do Canadá Inferior (Quebec) se revoltam contra os britânicos por reformas governamentais.
- 1878 — A ópera cômica de Gilbert e Sullivan, "H.M.S. Pinafore" estreia em Londres.
- 1895
  - Formação da República de Formosa, com Tang Jingsong como seu presidente.
  - O dramaturgo, poeta e romancista britânico Oscar Wilde é condenado por cometer atos homossexuais e sentenciado a dois anos de prisão.
- 1900 — Criação da Fundação Oswaldo Cruz (Fiocruz), pelo médico sanitarista Oswaldo Cruz, é a mais importante instituição de ciência e tecnologia em saúde da América Latina.
- 1911 — Fundado o Instituto Militar dos Pupilos do Exército em Lisboa, Portugal.
- 1925 — Julgamento de Scopes: John T. Scopes é indiciado por ensinar a evolução humana no Tennessee, Estados Unidos.
- 1926 — Sholom Schwartzbard assassina Symon Petliura, chefe do governo da República Popular da Ucrânia, que está no governo no exílio em Paris.
- 1938 — Guerra Civil Espanhola: o bombardeio de Alicante mata 313 pessoas.
- 1940
  - Segunda Guerra Mundial: início da Batalha de Dunquerque.
  - Segunda Guerra Mundial: a 2ª Divisão Panzer alemã captura o porto de Boulogne-sur-Mer; a rendição das últimas tropas francesas e britânicas marca o fim da Batalha de Boulogne.
- 1946 — O parlamento da Transjordânia torna Abdullah I da Jordânia seu Emir.
- 1953 — Teste de armas nucleares: na Área de Testes de Nevada, os Estados Unidos realizam seu primeiro e único teste de artilharia nuclear
- 1955 — Nos Estados Unidos, um tornado noturno F5 atinge a pequena cidade de Udall, Kansas, como parte de um surto maior nas Grandes Planícies, matando 80 e ferindo 273.[1]
- 1961 — Programa Apollo: o presidente dos Estados Unidos, John F. Kennedy, anuncia, antes de uma sessão especial conjunta do Congresso dos Estados Unidos, sua meta de iniciar um projeto para colocar um "homem na Lua" antes do final da década.
- 1963 — Formada a Organização da Unidade Africana em Adis Abeba, Etiópia.
- 1966 — Programa Explorer: lançamentos do Explorer 32.
- 1968 — Inauguração do Gateway Arch em St. Louis, Missouri.
- 1977
  - Star Wars (intitulado retroativamente Star Wars: Episódio IV – Uma Nova Esperança) é lançado nos cinemas.
  - O governo chinês remove uma proibição de uma década sobre a obra de William Shakespeare, encerrando efetivamente a Revolução Cultural iniciada em 1966.
- 1978 — O primeiro de uma série de atentados orquestrados por Ted Kaczynski, mais conhecido como Unabomber, detona na Northwestern University, resultando em ferimentos leves.
- 1979 — Voo American Airlines 191: em Chicago, um McDonnell Douglas DC-10 cai durante a decolagem do Aeroporto Internacional O'Hare, matando as 271 pessoas a bordo e duas no solo.
- 1981 — Em Riade, o Conselho de Cooperação do Golfo é criado entre Bahrein, Kuwait, Omã, Catar, Arábia Saudita e Emirados Árabes Unidos.
- 1982 — Guerra das Malvinas: o HMS Coventry é afundado pelos A-4 Skyhawks da Força Aérea Argentina.
- 1985 — Bangladesh é atingido por um ciclone tropical e uma tempestade, que mata aproximadamente 11 000 pessoas.[2]
- 1997 — Um golpe militar em Serra Leoa substitui o presidente Ahmad Tejan Kabbah pelo major Johnny Paul Koroma.
- 2001 — Erik Weihenmayer torna-se o primeiro deficiente visual a chegar ao cume do Monte Everest, no Himalaia.[3]
- 2002 — Voo China Airlines 611 se desintegra no ar e cai no estreito de Taiwan. Todas as 225 pessoas a bordo morrem.
- 2008 — Sonda Phoenix da NASA pousa em Vale Verde, região de Marte, para pesquisar ambientes adequados à água e à vida microbiana.
- 2009 — Coreia do Norte supostamente testa seu segundo dispositivo nuclear. Após o teste nuclear, Pyongyang também realiza vários testes com mísseis, criando tensões na comunidade internacional.
- 2012
  - Massacre de Houla: 108 pessoas são mortas, incluindo 34 mulheres e 49 crianças em duas vilas na Região de Houla, na Síria.
  - O SpaceX Dragon 1 se torna a primeira espaçonave comercial a se encontrar e atracar com sucesso na Estação Espacial Internacional.[4]
- 2013 — Supostos rebeldes maoístas matam pelo menos 28 pessoas e ferem outras 32 em um ataque a um comboio de políticos do Congresso Nacional Indiano em Chhattisgarh, Índia.
- 2018 — Entra em vigor o Regulamento Geral sobre a Proteção de Dados (RGPD).

## Nascimentos

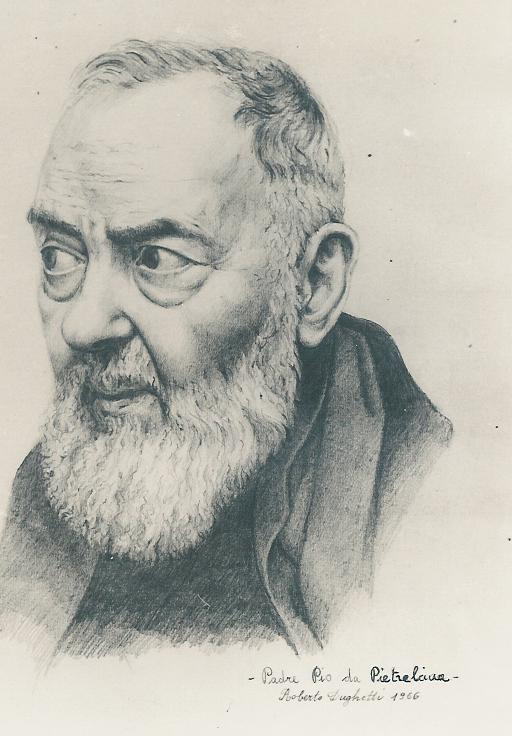
Padre Pio

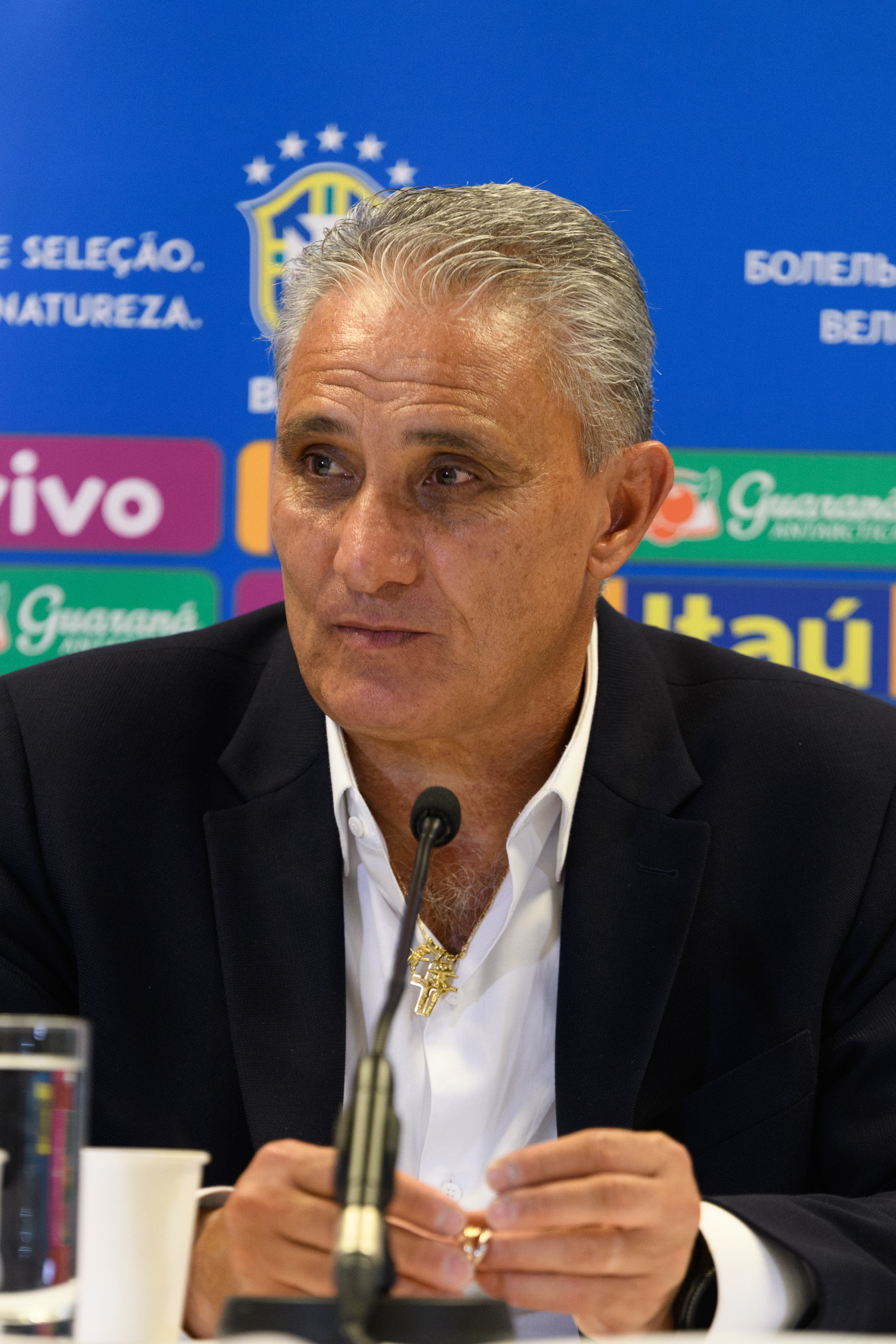
Tite

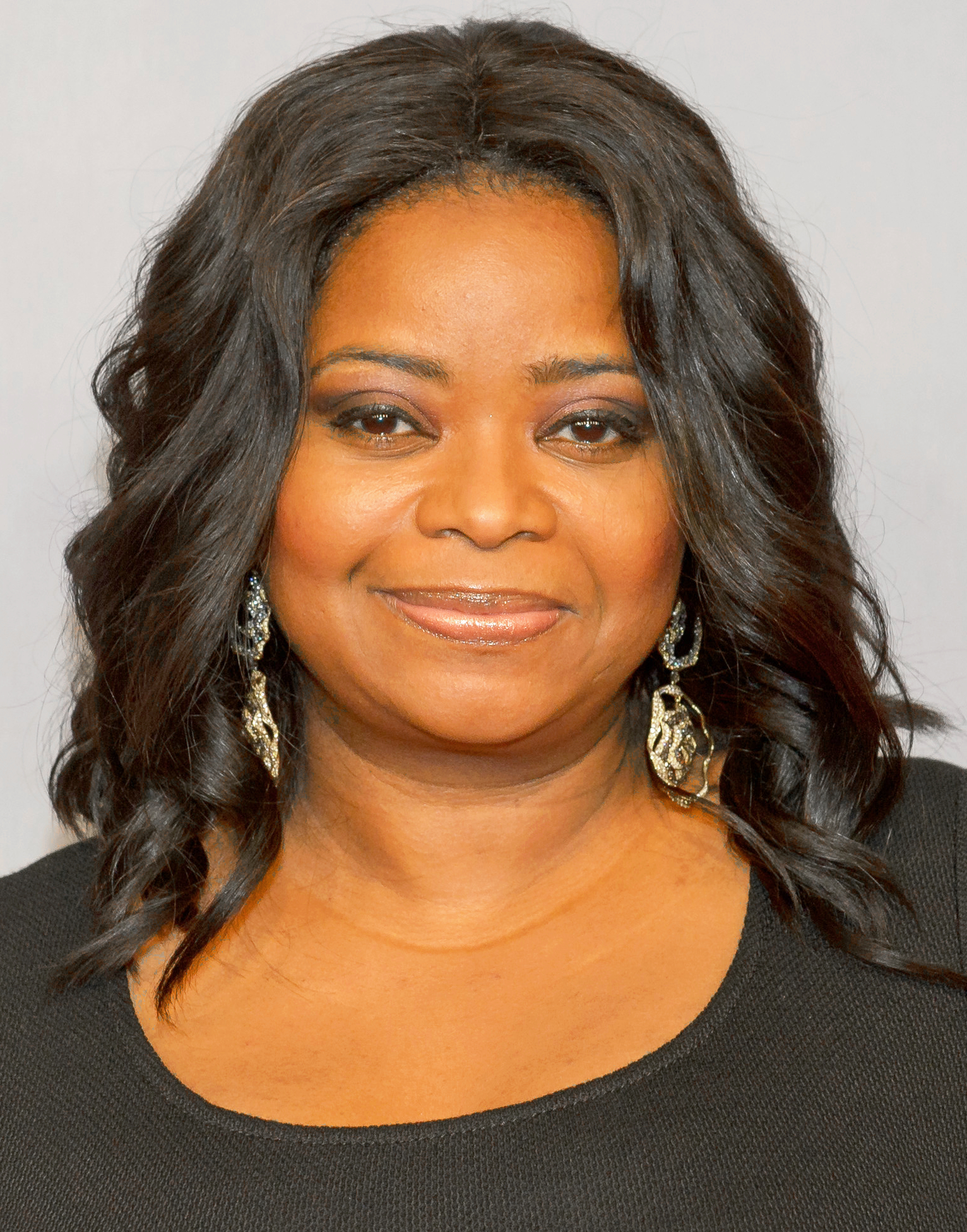
Octavia Spencer

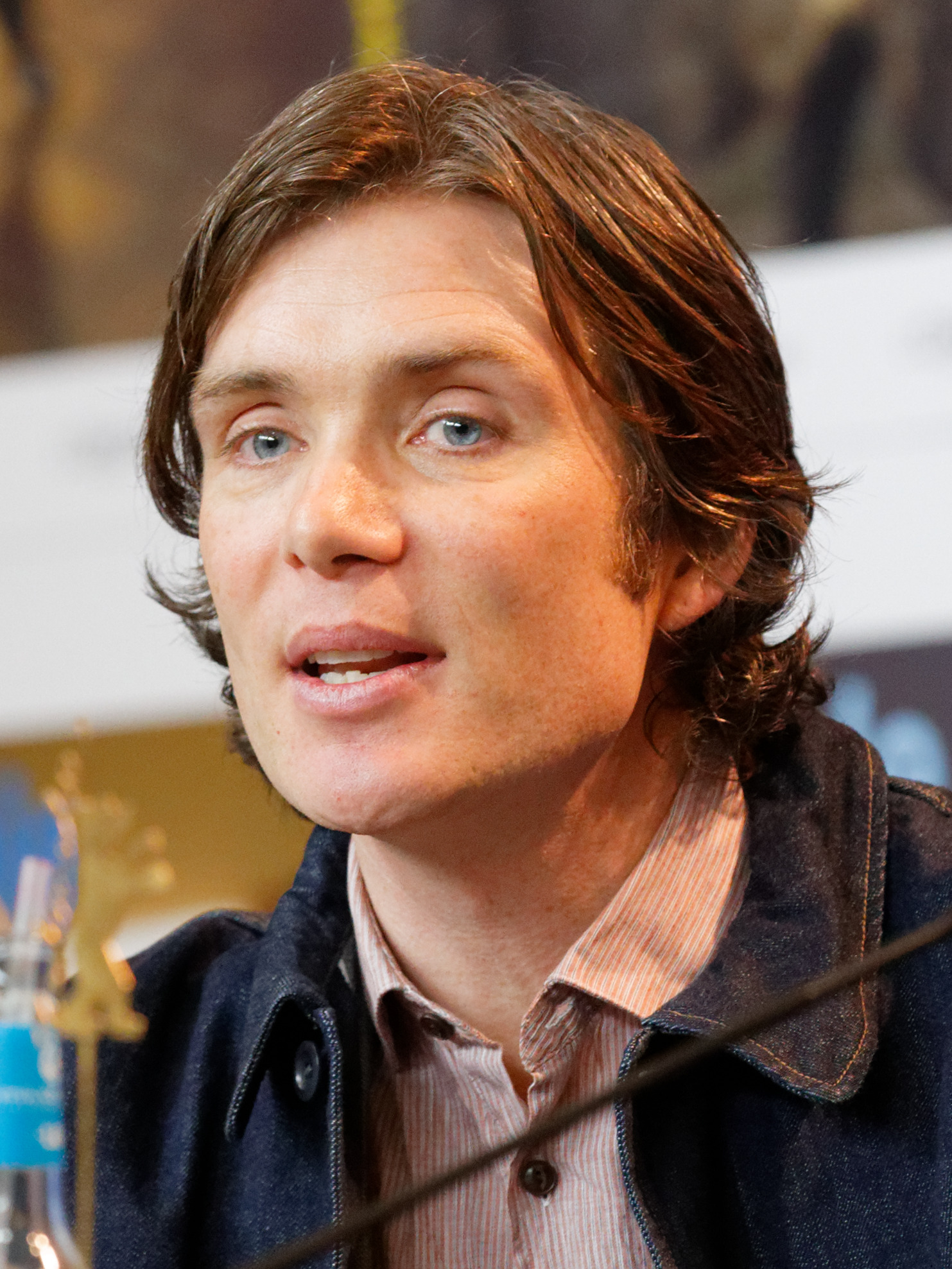
Cillian Murphy

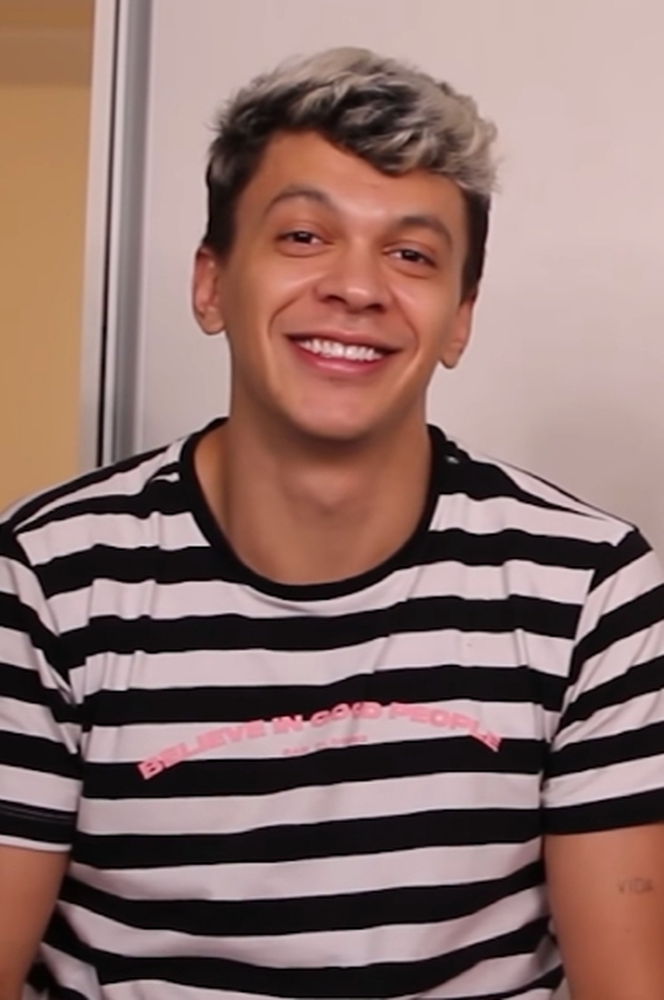
Júlio Cocielo

### Anteriores ao século XIX
- 1048 — Shenzong, imperador chinês (m. 1085).
- 1320 — Toghon Temür, imperador mongol (m. 1370).
- 1334 — Sukō, imperador japonês (m. 1398).
- 1417 — Catarina de Cleves, duquesa consorte de Gueldres (m. 1479).
- 1550 — Camilo de Lellis, religioso e santo italiano (m. 1614).
- 1661 — Claude Buffier, historiador e filósofo polonês (m. 1737).
- 1690 — José João Adão de Liechtenstein (m. 1732).
- 1713 — John Stuart, 3.º Conde de Bute, político britânico (m. 1792).

### Século XIX
- 1802 — Johann Friedrich von Brandt, naturalista e zoólogo alemão (m. 1879).
- 1803
  - Ralph Waldo Emerson, escritor, filósofo e poeta estadunidense (m. 1882).
  - Antônio de Sousa Neto, político e militar brasileiro (m. 1866).
- 1813 — Edmond de Sélys Longchamps, cientista e político belga (m. 1900).
- 1818 — Jacob Burckhardt, filósofo e historiador suíço (m. 1897).Rogéria
- 1821

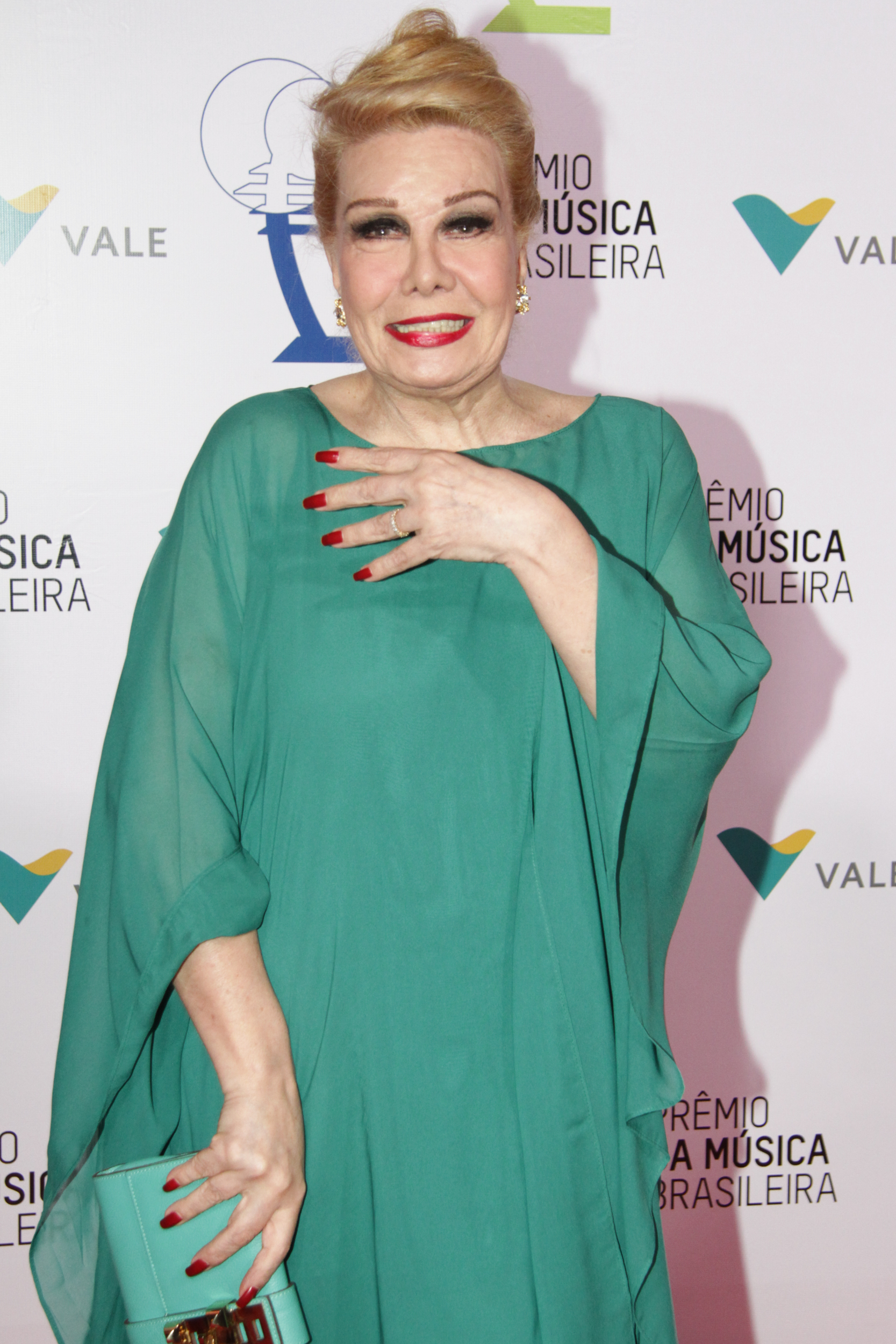
Rogéria

  - Henri Alexis Brialmont, engenheiro e militar belga (m. 1903).
  - Wilhelm Rüstow, militar alemão (m. 1878).
- 1826 — Daniel I do Montenegro (m. 1860).
- 1843 — Ana de Hesse e Reno (m. 1865).
- 1846
  - Naim Frashëri, poeta albanês (m. 1900).
  - Helena do Reino Unido (m. 1923).
- 1865
  - Frederico Augusto III da Saxônia (m. 1932).
  - Pieter Zeeman, físico neerlandês (m. 1943).
- 1868
  - Dawid Janowski, enxadrista polonês (m. 1927).
  - Charles Hitchcock Adams, astrônomo estadunidense (m. 1951).
- 1870 — Charles Hill Mailes, ator canadense (m. 1937).
- 1873 — Michele Besso, engenheiro suíço (m. 1955).
- 1874 — Abraham Oyanedel, político e advogado chileno (m. 1954).
- 1882 — Ernst von Weizsäcker, político e diplomata alemão (m. 1951).
- 1886 — Henry Skillman Breckinridge, esgrimista estadunidense (m. 1960).
- 1887 — Padre Pio, religioso italiano (m. 1968).
- 1888 — Harukichi Hyakutake, militar japonês (m. 1947).
- 1889
  - Emílio Henrique Baumgart, engenheiro brasileiro (m. 1943)
  - Igor Sikorsky, pioneiro da aviação russo (m. 1972).
  - Günther Lütjens, militar alemão (m. 1941).
- 1897 — Gene Tunney, pugilista estadunidense (m. 1978).

### Século XX

#### 1901–1950
- 1904 — Orla Jørgensen, ciclista dinamarquês (m. 1947).
- 1907 — U Nu, político birmanês (m. 1995).
- 1909 — Lucien Servanty, engenheiro aeronáutico francês (m. 1973).
- 1912 — Isidro Lángara, futebolista e treinador de futebol espanhol (m. 1992).
- 1913 — Benjamin Melniker, executivo e produtor de cinema norte-americano (m. 2018).
- 1918
  - Henry Calvin, ator norte-americano (m. 1975).
  - Horacio Casarín, futebolista e treinador de futebol mexicano (m. 2005).
- 1919 — Raymond Smullyan, escritor, matemático e filósofo estadunidense (m. 2017).
- 1920 — Urbano Navarrete Cortés, cardeal espanhol (m. 2010).
- 1921
  - Jack Steinberger, físico estadunidense (m. 2020).
  - Hal David, compositor estadunidense (m. 2012).
- 1923
  - Jozef Marko, futebolista e treinador de futebol eslovaco (m. 1996).
  - Karl Hess, editor e filósofo norte-americano (m. 1994).
- 1925
  - Jeanne Crain, atriz estadunidense (m. 2003).
  - Claude Pinoteau, diretor de cinema e roteirista francês (m. 2012).
- 1926 — Claude Akins, ator estadunidense (m. 1994).
- 1927 — Robert Ludlum, escritor estadunidense (m. 2001).
- 1930 — Sonia Rykiel, estilista e escritora francesa (m. 2016).
- 1931 — Georgi Grechko, astronauta russo (m. 2017).
- 1932
  - Joaquim Pedro de Andrade, cineasta brasileiro (m. 1988).
  - Roberto Fleitas, futebolista e treinador de futebol uruguaio (m. 2024).
  - K. C. Jones, jogador e treinador de basquete norte-americano (m. 2020).
  - John Gregory Dunne, escritor e roteirista norte-americano (m. 2003).
- 1933 — Romuald Klim, atleta bielorrusso (m. 2011).
- 1934 — Heng Samrin, político cambojano.
- 1936 — Ely Tacchella, futebolista suíço (m. 2017).
- 1938
  - Raymond Carver, escritor estadunidense (m. 1988).
  - Roberto Guilherme, ator brasileiro (m. 2022).
- 1939
  - Ian McKellen, ator britânico.
  - Dixie Carter, atriz estadunidense (m. 2010).
  - Ferdinand Bracke, ex-ciclista belga.
  - Mike Harris, automobilista sul-africano (m. 2021).
- 1940 — Michael Spivak, matemático norte-americano (m. 2020).
- 1941
  - Vladimir Voronin, político moldávio.
  - Sergio Clerici, ex-futebolista brasileiro.
- 1942 — José Mário Branco, compositor e músico português (m. 2019).
- 1943
  - Rubem César Fernandes, antropólogo brasileiro.
  - Rogéria, atriz e cantora brasileira (m. 2017).
  - Ramiro Navarro, futebolista mexicano (m. 2008).
- 1944 — Frank Oz, produtor de televisão britânico.
- 1946
  - Washington Cruz, bispo brasileiro.
  - Jean-Pierre Danguillaume, ex-ciclista francês.
  - Antonis Antoniadis, ex-futebolista grego.
- 1947 — Jacki Weaver, atriz australiana.
- 1948 — Klaus Meine, músico alemão.
- 1949
  - Jorge III do Chipre.
  - Colonel Abrams, cantor, compositor e dançarino norte-americano (m. 2016).
  - Jamaica Kincaid, escritora antiguana.
  - Barry Windsor-Smith, desenhista britânico.
- 1950 — Ann Crumb, atriz e cantora norte-americana (m. 2019).

#### 1951–2000
- 1951 — François Bayrou, político francês.
- 1952 — Franz Obermayr, político austríaco.
- 1953
  - Daniel Passarella, ex-futebolista, treinador de futebol e dirigente esportivo argentino.
  - Gaetano Scirea, futebolista italiano (m. 1989).
  - Reiko Ike, atriz e cantora japonesa.
  - Álvaro Amaro, político português.
  - László Foltán, ex-canoísta húngaro.
- 1954 — Susana Trimarco, ativista argentina.
- 1955 — Connie Sellecca, atriz estadunidense.
- 1956 — Larry Hogan, político estadunidense.
- 1957 — Éder Aleixo, ex-futebolista brasileiro.
- 1958 — Paul Weller, cantor, compositor e guitarrista britânico.
- 1959 — Lee Bo-hee, atriz sul-coreana.
- 1960
  - Anthea Turner, apresentadora de televisão e jornalista britânica.
  - Oh Yeon-kyo, futebolista e treinador de futebol sul-coreano (m. 2000).
  - Amy Klobuchar, política norte-americana.
- 1961
  - Tite, ex-futebolista e treinador de futebol brasileiro.
  - Aziz Akhannouch, empresário e político marroquino.
  - Carlos Santana, político e sindicalista brasileiro.
- 1963
  - Mike Myers, ator e comediante canadense.
  - George Hickenlooper, diretor e produtor de cinema estadunidense (m. 2010).
  - Ludovic Orban, engenheiro e político romeno.
  - José Enrique Peña, ex-futebolista uruguaio.
- 1964 — Ray Stevenson, ator britânico (m. 2023).
- 1965 — Yahya Jammeh, político gambiano.
- 1966
  - Ahmad Reza Abedzadeh, ex-futebolista iraniano.
  - Laurentina dos Países Baixos.
- 1967
  - Maziar Bahari, jornalista, dramaturgo e cineasta iraniano-canadense.
  - Luc Nilis, ex-futebolista belga.
- 1969
  - Anne Heche, atriz estadunidense (m. 2022).
  - Patrick Jonker, ex-ciclista neerlando-australiano.
  - Dmitri Kondratyev, astronauta russo.
- 1970
  - Octavia Spencer, atriz estadunidense.
  - Jamie Kennedy, ator, comediante, dublador, rapper e apresentador norte-americano.
- 1971
  - Paul Peschisolido, ex-futebolista e treinador de futebol canadense.
  - Justin Henry, ator estadunidense.
- 1972 — Cung Le, ator e ex-lutador profissional vietnamita-americano.
- 1973
  - Al-Saadi al-Gaddafi, ex-futebolista e empresário líbio.
  - Molly Sims, modelo e atriz estadunidense.
  - Tomasz Zdebel, ex-futebolista e treinador de futebol polonês.
- 1974
  - Dougie Freedman, ex-futebolista e treinador de futebol britânico.
  - Felicia Fox, atriz estadunidense de filmes eróticos.
- 1975
  - Mohamed Mkacher, ex-futebolista e treinador de futebol tunisiano.
  - Chris Durán, cantor e compositor francês.
  - Blaise Nkufo, ex-futebolista suíço.
  - Keiko Fujimori, política peruana.
- 1976
  - Cillian Murphy, ator e músico irlandês.
  - Andy Selva, ex-futebolista samarinês.
  - Sandra Nasić, cantora alemã.
  - Gustavo Falcão, ator brasileiro.
- 1977 — Alberto Del Rio, wrestler mexicano.
- 1978 — Adrián García, ex-tenista chileno.
- 1979
  - Carlos Bocanegra, ex-futebolista estadunidense.
  - Péguy Luyindula, ex-futebolista francês.
  - Martin Jiránek, ex-futebolista tcheco.
- 1980 — Clovis Pinho, cantor brasileiro.
- 1981
  - Logan Tom, ex-jogadora de vôlei estadunidense.
  - Thibault Giresse, ex-futebolista francês.
  - Nawaf Al-Khaldi, ex-futebolista kuwaitiano.
- 1982
  - Roger Guerreiro, ex-futebolista brasileiro-polonês.
  - Esmé Bianco, atriz, dançarina e modelo britânica.
  - Ezekiel Kemboi, atleta queniano.
  - Giandomenico Mesto, ex-futebolista italiano.
- 1983
  - Marcelo Huertas, jogador de basquete brasileiro.
  - Olivier Karekezi, ex-futebolista ruandês.
- 1984
  - Unnur Birna Vilhjálmsdóttir, modelo islandesa.
  - Christian Demirtas, ex-futebolista alemão.
  - A. J. Foyt IV, automobilista estadunidense.
- 1985
  - Luciana Abreu, atriz portuguesa.
  - Demba Ba, ex-futebolista franco-senegalês.
  - Mikko Manninen, futebolista finlandês.
  - Alexis Texas, atriz estadunidense de filmes eróticos.
  - Roman Reigns, wrestler estadunidense.
  - Mariya Koryttseva, ex-tenista ucraniana.
  - Branislau Samoilau, ex-ciclista bielorrusso.
- 1986 — Geraint Thomas, ciclista britânico.
- 1987
  - Hélder Barbosa, ex-futebolista português.
  - Luedji Luna, cantora e compositora brasileira.
  - Ian Stannard, ex-ciclista britânico.
- 1988
  - Andrea Russotto, futebolista italiano.
  - Mato Jajalo, ex-futebolista bósnio.
- 1989
  - Tito Rabat, motociclista espanhol.
  - Lauana Prado, cantora brasileira.
- 1990 — Bo Dallas, wrestler estadunidense.
- 1991
  - Guido Carrillo, futebolista argentino.
  - Toshiyuki Takagi, futebolista japonês.
- 1992
  - Yasser Al-Shahrani, futebolista saudita.
  - Jón Daði Böðvarsson, futebolista islandês.
- 1993
  - Júlio Cocielo, youtuber brasileiro.
  - Bruna Viola, cantora brasileira.
  - Hyoran, futebolista brasileiro.
- 1994 — Aly Raisman, ginasta estadunidense.
- 1995
  - Jesse González, futebolista estadunidense.
  - Madeline Groves, nadadora australiana.
  - José Luis Gayà, futebolista espanhol.
  - Brandon Perea, ator norte-americano.
  - Agustín Doffo, futebolista argentino.
- 1996 — Sherko Karim, futebolista iraquiano.
- 1997 — Tobias Foss, ciclista norueguês.
- 1998
  - Jorge Carrascal, futebolista colombiano.
  - Andrew Lambrou, cantor e compositor australiano.
- 1999
  - Brec Bassinger, atriz estadunidense.
  - Ibrahima Konaté, futebolista francês.
- 2000 — Arthur Theate, futebolista belga.

### Século XXI
- 2001 — Alex Baudin, ciclista francês.
- 2004 — Pedro Acosta, motociclista espanhol.
- 2005 — Bella Sims, nadadora norte-americana.

## Mortes

### Anteriores ao século XIX
- 0709 — Adelmo, santo beneditino inglês (n. 639).
- 0986 — Azofi, astrônomo persa (n. 903).
- 0992 — Miecislau I da Polônia (n. 962).
- 1085 — Papa Gregório VII (n. 1025).
- 1261 — Papa Alexandre IV (n. 1199).
- 1555
  - Gemma Frisius, médico e astrônomo neerlandês (n. 1508).
  - Henrique II de Navarra (n. 1503).
- 1595 — Valens Acidalius, crítico e poeta alemão (n. 1567).
- 1607 — Maria Madalena de Pazzi, santa católica italiana (n. 1566).
- 1681 — Calderón de la Barca, dramaturgo e poeta espanhol (n. 1600).
- 1786 — Pedro III de Portugal (n. 1717).
- 1789 — Anders Dahl, botânico sueco (n. 1751).

### Século XIX
- 1805 — William Paley, teólogo e filósofo britânico (n. 1743).
- 1899 — Rosa Bonheur, pintora e escultora francesa (n. 1822).

### Século XX
- 1919 — Madam C. J. Walker, empresária e filantropa norte-americana (n. 1867).
- 1924 — Liubov Popova, pintora e ilustradora russa (n. 1889).
- 1926 — Symon Petliura, jornalista e político ucraniano (n. 1879).
- 1934 — Gustav Holst, trombonista, compositor e educador britânico (n. 1874).
- 1937 — Henry Ossawa Tanner, pintor e ilustrador franco-americano (n. 1859).
- 1939 — Frank Dyson, astrônomo e acadêmico britânico (n. 1868).
- 1948
  - Witold Pilecki, oficial polonês e líder da Resistência (n. 1901).
  - Roberto Simonsen, engenheiro e político brasileiro (n. 1889).
- 1951 — Paula von Preradović, poetisa e escritora croata (n. 1887).
- 1954 — Robert Capa, fotojornalista húngaro (n. 1913).
- 1968 — Georg von Küchler, marechal alemão (n. 1881).
- 1979 — Amédée Gordini, piloto de corrida e fabricante de carros esportivos franco-italiano (n. 1899).
- 1981 — Ruby Payne-Scott, física e astrônoma australiana (n. 1912).
- 1989 — Jean Despeaux, boxeador francês (n. 1915).
- 1983 — Idris I da Líbia (n. 1889).
- 1992 — Orlando Mattos, desenhista, chargista, jornalista e pintor brasileiro (n. 1917).
- 1995
  - Élie Bayol, automobilista francês (n. 1914).
  - Krešimir Ćosić, jogador e treinador de basquete croata (n. 1948).
  - Dany Robin, atriz francesa (n. 1927).
- 1996
  - Renzo De Felice, historiador e escritor italiano (n. 1929).
  - Bradley Nowell, vocalista americano (n. 1968).

### Século XXI
- 2001 — Alberto Korda, fotógrafo cubano (n. 1928).
- 2005 — Ismail Merchant, produtor e diretor de cinema indiano (n. 1936).
- 2006 — Desmond Dekker, cantor e compositor jamaicano (n. 1941).
- 2007
  - Charles Nelson Reilly, ator, comediante e diretor norte-americano (n. 1931).
  - Bartholomew Ulufa'alu, político salomônico (n. 1950).
- 2010 — Gabriel Vargas, pintor e ilustrador mexicano (n. 1915).
- 2011 — Jiřina Nekolová, patinadora artística tcheca (n. 1931).
- 2014
  - Wojciech Jaruzelski, político e militar polonês (n. 1923).
  - Herb Jeffries, cantor e ator norte-americano (n. 1913).
- 2018 — José Hawilla, jornalista e empresário brasileiro (n. 1943).
- 2019
  - Claus von Bülow, socialite dinamarquês-britânico (n. 1926).
  - Lady Francisco, atriz, produtora e diretora brasileira (n. 1935).
- 2020
  - Vadão, técnico de futebol brasileiro (n. 1956).
  - George Floyd, afro-americano morto durante prisão policial (n. 1973).

## Feriados e eventos cíclicos
- Dia da Toalha
- Dia do Orgulho Nerd
- Dia da Costureira
- Dia de África
- Dia do Sapateado
- Dia do Massagista
- Dia Internacional das Crianças Desaparecidas
- Dia Internacional da Tireoide

### Internacional
- Argentina - Revolução de Maio
- Espanha - Dia do Orgulho Lusista e Reintegrata - Galiza

### Brasil
- Dia da Indústria
- Dia Nacional da Adoção
- Dia Nacional do Esporte Escolar
- Dia Nacional do Respeito ao Contribuinte
- Dia do Trabalhador Rural

### Portugal
- Feriado Municipal de Mirandela e Santana

### Cristianismo
- Adelmo
- Beda
- Maria Madalena de Pazzi
- Papa Bonifácio IV
- Papa Gregório VII
- Papa Urbano I

## Outros calendários
- No calendário romano era o 8.º dia (VIII) antes das calendas de junho.
- No calendário litúrgico tem a letra dominical E para o dia da semana.
- No calendário gregoriano a epacta do dia é iv.